# М1 (Стамбульський метрополітен)
41°00′13″ пн. ш. 28°53′37″ сх. д. / 41.0035° пн. ш. 28.8937° сх. д.
М1, Єнікапи-Аеропорт Ататюрк (тур. M1 Yenikapı-Atatürk Airport/Kirazlı,) — лінія Стамбульського легкого метро, на анатолійській стороні Босфору. Стала першою лінією метро не тільки на території Стамбулу, а й на території всієї Туреччини. Відкриття відбулося у 1989. Складається з двох маршрутів: М1А і М1В (відгалуження від основної лінії).

## Хронологія
- 3 вересня 1989 — була відкрита перша черга Аксарай — Коджатепе
- 18 грудня 1989 — лінію продовжили до станції Есенлер, але станція Отогар, не була введена в дію.
- 31 січня 1994 — була введена в дію станція Отогар і дистанція до станції Зейтинбурну
- 3 липня 1994 — була введена в дію станція Бакиркьой—Інджирли
- липень-серпень 1995 — лінія продовжена спочатку до Атакьой, а потім і Єнібосна
- 1999 — відкриття станції Бахчеліевлер
- 20 грудня 2002 — відкриття станцій ДТМ—Істанбул-Фуар-Меркезі (Міжнародний торговий центр (Експоцентр)) й Ататюрк Хавалімани (Міжнародний аеропорт Ататюрк)
- 22 лютого 2012 — відкрита станція Есенлер
- 14 липня 2013 — відкрита дистанція Есенлер — Кіразли, на станції Кіразли можливо зробити безкоштовну пересадку на лінію М3
- 9 листопада 2014 — відкрита станція Єнікапи, що дозволяє робити пересадку на лінії Мармарай і М2.

## Загальні відомості
Години роботи — з 6:00 до 0:00. З моменту відкриття лінію обслуговують поїзди виробництва компанії ABB Group, здатні розвивати швидкість до 80 км/год. Пасажиропотік на лінії досягає 400000 пасажирів в день. У години пік максимальний інтервал між поїздами становить 3 хвилини.. Всі станції мають сидіння з покриттям, станції лінії оснащені 52 ескалаторами і 44 ліфтами.

### Гілка M1A
Гілка M1A має протяжність 20,3 км і налічує 19 станцій. Поїздка між кінцевими станціями — Єнікапи і аеропорт Ататюрк займає близько 35 хвилин. Щодня 170 поїздів здійснюють рейс в одному напрямку між кінцевими станціями.
На гілці M1A сім станцій побудовані під землею, дев'ять станцій — на рівні поверхні, а три — на естакаді. Шість станцій мають платформи острівного типу та одинадцять станцій — берегові платформи. Станції Отогар (Otogar) і Есенлер (Esenler) мають дві острівні платформи, які дозволяють здійснювати пересадки в трьох напрямках гілок лінії M1.

### Гілка M1B
Гілка M1B має протяжність 14,0 км і налічує 13 станцій. Поїздка між кінцевими станціями, Єнікапи (Yenikapi) і Кіразли (Kirazli), займає близько 25 хвилин. Щодня 170 поїздів здійснюють рейс в одному напрямку між кінцевими станціями

## Станції

### Спільна дистанція (обслуговується лініями M1A і M1B)
| Станція              | Район      | Пересадки               | Примітки              |
| -------------------- | ---------- | ----------------------- | --------------------- |
| Єнікапи              | Фатіх      | ・・ (термінал Єнікапи) |                       |
| Аксарай              | Фатіх      | Юсуфпаша                |                       |
| Емнієт-Фатіх         | Фатіх      |                         |                       |
| Топкапи-Улубатли     | Фатіх      | Ватан                   | Парковка              |
| Байрампаша — Малтепе | Еюпсултан  |                         |                       |
| Сагмалджилар         | Байрампаша |                         |                       |
| Коджатепе            | Байрампаша |                         |                       |
| Отогар               | Байрампаша |                         | Міжміський автовокзал |

### Відгалуження M1A
| Станція                   | Район        | Пересадки   | Примітки                 |
| ------------------------- | ------------ | ----------- | ------------------------ |
| Теразидере                | Есенлер      |             |                          |
| Давутпаша — ЇТУ           | Гюнгьорен    |             |                          |
| Мертер                    | Гюнгьорен    |             | Парковка                 |
| Зейтінбурну               | Бакиркей     | ・          |                          |
| Бакиркьой — Інджирлі      | Бакиркей     | (будується) |                          |
| Бахчеліевлер              | Бахчеліевлер |             |                          |
| Атакьой — Ширіневлер      | Бакиркей     |             | Парковка                 |
| Єнібосна                  | Бакиркей     | (будується) | На вересень 2021 закрито |
| ДТМ—Істанбул-Фуар-Меркезі | Бакиркей     |             | На вересень 2021 закрито |
| Аеропорт Ататюрк          | Бакиркей     |             | На вересень 2021 закрито |

### Відгалуження M1B
| Станція             | Район         | Пересадки                                       | Примітки    |
| ------------------- | ------------- | ----------------------------------------------- | ----------- |
| Есенлер             | Есенлер       |                                                 |             |
| Мендерес            | Есенлер       |                                                 |             |
| Учюзлю              | Багджилар     |                                                 |             |
| Багджилар-мейдан    | Багджилар     | Багджилар-Меркез                                | 300 м пішки |
| Кіразли             | Багджилар     | M3 (Bakırköy İDO - Kayaşehir Merkez) Metro Line |             |
| ↓↓ Споруджується ↓↓ |               |                                                 |             |
| Барбарос            | Багджилар     |                                                 |             |
| Малазгірт           | Багджилар     |                                                 |             |
| Мімар-Синан         | Багджилар     | M9 (Ataköy - Olimpiyat) Metro                   |             |
| Фатіх               | Кючюкчекмедже |                                                 |             |
| Університет Халкали | Кючюкчекмедже |                                                 |             |
| Мехмет Акіф Ерсой   | Кючюкчекмедже |                                                 |             |
| Єнідоган            | Кючюкчекмедже |                                                 |             |
| Безирганбахче       | Кючюкчекмедже |                                                 |             |
| Халкали             | Кючюкчекмедже | ・                                              |             |

## Ресурси Інтернету
Вікісховище має мультимедійні дані за темою: М1 (Стамбульський метрополітен)
- İstanbul Ulaşım – M1 Yenikapı - Ataturk Airport / Kirazlı LRT Line (official webpage)